# Amore extraterrestre
Amore extraterrestre (Night Slaves) è un  film per la televisione del 1970, diretto da Ted Post. È una storia di ambientazione fantascientifica.

## Trama
Gli alieni atterranno sulla terra e ipnotizzano gli abitanti di una piccola cittadina, rendendoli simili a zombie. Soltanto uno straniero, in vacanza con la moglie, resiste al loro potere grazie ad una placca metallica applicatagli a seguito di un'operazione alla testa.